# Панго

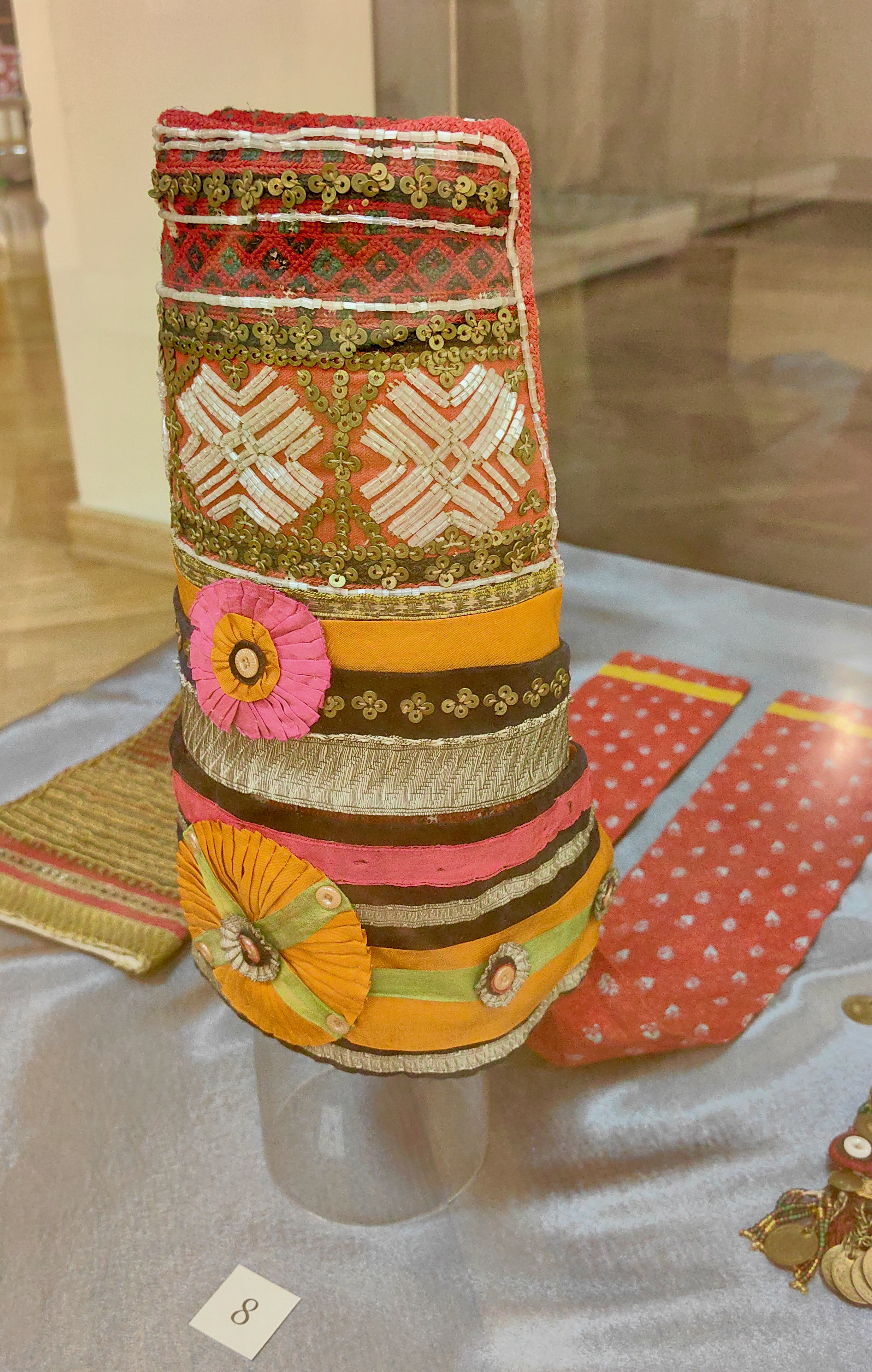
Панго — женский головной убор мордва-эрзя — Симбирская губерния — конец XIX в

Па́нго (мокш. панга, эрз. панго; в переводе — «гриб») — старинный мордовский (мокшанский и эрзянский) головной убор замужних женщин.

## Мокшанский вариант
Панга мордвы-мокши — мягкая холщовая шапка-чепец, обшитая кумачом и украшенная вышивкой, позументом, мишурой и лентами. Пангу носили с платком и налобником (мокш. коняфкс, эрз. конявкс). В XIX—нач. XX века бытовали панги прямоугольной (территория современных Краснослободского, частично Ковылкинского и Старошайговского районов Мордовии), трапециевидной (Темниковский, Ельниковский районы Мордовии, некоторые сёла Нижегородской области) и почти квадратной (Ковылкинский, Инсарский, Рузаевский районы Мордовии, пограничные селения Пензенской области) формы.

## Эрзянский вариант
Эрзянский панго — высокий (до 30 см) полуцилиндр из бересты или луба, суживавшийся кверху. Его обтягивали холстом и обшивали красным материалом, украшали плотной вышивкой, бисером, стеклярусом, пуговицами, позументом и т. д. В Большеберезниковском, Кочкуровском и Чамзинском районах Мордовии был распространён рогообразный панго, Ардатовском, Атяшевском, Дубёнском районах Мордовии и сопредельных сёлах Ульяновской области и в Чувашии — полуцилиндрический и лопатообразный.